# Libellago greeni
Libellago greeni – gatunek ważki z rodziny Chlorocyphidae.